# Prosopocera splendida
Prosopocera splendida là một loài bọ cánh cứng trong họ Cerambycidae.